# Boostedkids
I Boostedkids sono un duo di disc jockey e compositori italiani composto da Daniele Spada e Francesco Chinelli.

## Carriera
Hanno partecipato a tre edizioni del festival belga Tomorrowland. Con i loro DJ Set hanno aperto i concerti di Vasco Rossi allo Stadio Olimpico di Roma e allo Stadio San Siro di Milano. Si sono esibiti all'Amnesia di Ibiza con Dimitri Vegas & Like Mike. 
Condividono il palco con i Clean Bandit in occasione del party esclusivo The Oriental Obsession Party organizzato dalla Boutique di Alta Moda Luisa Via Roma. Partecipano al Movieland Music Festival insieme a Gigi D'Agostino, Redfoo del duo LMFAO e Gabry Ponte.
I loro remix per Axwell, Armin Van Buuren, Eiffel 65 e molti altri sono stati supportati in tutto il mondo. Il loro remix per Steve Aoki del brano "Born To Get Wild" ha raggiunto milioni di streams su Spotify e milioni di visualizzazioni su YouTube.
"G.I.P.S.Y" con Dimitri Vegas & Like Mike e "Get Ready" insieme ai Blasterjaxx sono stati dei successi suonati in tutti i festival dance così come il singolo "Escocia" firmato con la Ultra Music. Nel 2024 esce il singolo “Shadows Of The Night” in collaborazione con Gigi D'Agostino su Time Records e Virgin Records Germania. Quest'ultimo viene certificato Disco d'Oro in Polonia. Segue agli inizi del 2025 una nuova uscita discografica intitolata "Awake (Close My Eyes) in collaborazione con Molella.

## Discografia

### Singoli
- 2013 - Strasbourg [House & Love]
- 2013 - Euterpe [House & Love]
- 2013 - Kokai (con Dimaro & Little D) [Tiger Records]
- 2013 - Bamn! [Element]
- 2013 - Big Orgus Reloaded (con Dj Furax, Dimaro) [Tiger Records]
- 2013 - G.I.P.S.Y. (con Dimitri Vegas & Like Mike) [Smash The House][6]
- 2013 - Burned [Element]
- 2014 - Escocia [Ultra Music]
- 2014 - Voyager (con Sergio Mauri) [Smash The House]
- 2014 - Evil Circus (con Juicy M, JK) [Jummp Records]
- 2015 - Love Keys (con i Monkey Bros) [Yellow Productions]
- 2015 - Switch On (con Paki & Jaro, X Multy) [Beatmashr Records]
- 2016 - Get Ready! (Blasterjaxx Edit) [Maxximize Records | Spinnin' Records]
- 2016 - Loknez (con i Wolfpack) [Smash The House]
- 2016 - Cage (con Luca Testa, Michele Soave) [Panda Funk]
- 2017 - Dangle (feat. Deborah Lee, Chris Tyrone) [EGO Music]
- 2018 - America (feat. Deca) [WM Music Rec | Sony Music Italia]
- 2018 - Slowdive (feat. Peter Forest) [EGO Music]
- 2018 - Loco (feat. Pablo Sauti, con Luis Rodriguez) [Happy Music]
- 2018 - Calling Your Name (feat. Arsalan Hasan) [WM Music Rec | Sony Music Italia]
- 2019 - Round Again (feat. Sparcks) [Generation Smash | Smash The House]
- 2019 - Streets [EGO Music]
- 2019 - By Your Side (feat. Norah B, con Luca Testa) [Generation Smash | Smash The House]
- 2020 - Bad Elephant [BOOSTEDRECORDS]
- 2020 - IndiaFlight [BOOSTEDRECORDS]
- 2020 - Dance Like The Wind (feat. Voncken) [Generation Smash | Smash The House]
- 2020 - On The Line (con Brett Miller) [WM Music Rec | Sony Music Italia]
- 2020 - Funk Back [BOOSTEDRECORDS]
- 2020 - Insomnia [BOOSTEDRECORDS]
- 2020 - Shut Up [BOOSTEDRECORDS]
- 2020 - Make It Clap [Gekai | Dance and Love]
- 2021 - Forget How To Love [BOOSTEDRECORDS]
- 2021 - Let's Twist Again  (feat. Marco Musca) [BOOSTEDRECORDS]
- 2021 - Morning Light  (con i Bassbears feat. Marco Musca) [Youth Energy Records]
- 2021 - All I'm Drinking 'Bout   [ Time Records ]
- 2024 - Shadows Of The Night con Gigi D'Agostino [ Time Records | Virgin Records Germany ]
- 2025 - Awake (Close My Eyes) con Molella [ Time Records ]

### Remix
- 2013 - What If I - Dimaro feat. Ross
- 2013 - Get Down On It (con Dimaro) - Plastik Funk
- 2013 - Riot - Nicolaz feat. Angelica Vee
- 2014 - Living Without You - Monarchy
- 2014 - I AM (con Dimitri Vegas & Like Mike, Wolfpack) - Sick Individuals & Axwell feat. Taylr Renee
- 2014 - Born To Get Wild (con Dimitri Vegas & Like Mike) - Steve Aoki feat. will.i.am[7]
- 2015 - Mammoth (con i Monkey Bros) - Dimitri Vegas & Like Mike, MOGUAI
- 2016 - Heading Up High (con Dimitri Vegas & Like Mike) - Armin Van Buuren feat. Kensington
- 2016 - Stay A While (con i Rockstarz) - Dimitri Vegas & Like Mike
- 2016 - Blue (Da Ba Dee) (con i Monkey Bros) - Eiffel 65
- 2018 - I Believe - Bob Sinclar
- 2018 - Lost - Jake Spooner feat. Gucci Mane
- 2019 - Ordinary - Regi & Milo Meskens (con Luis Rodriguez)
- 2019 - Like A Band - JAGMAC
- 2020 - GO - Burn The Disco
- 2020 - Dream Alone - RYDYR